# Riverview (comté de Saint-Louis, Missouri)
Pour les articles homonymes, voir Riverview.
Riverview est un village situé en banlieue de Saint-Louis dans le comté de Saint-Louis, dans le Missouri, aux États-Unis,. Il est incorporé en 1950.

## Démographie
Lors du recensement de 2010, le village comptait une population de 2 856 habitants. Elle est estimée, en 2016, à 2 803 habitants.

### Source de la traduction
- (en) Cet article est partiellement ou en totalité issu de l’article de Wikipédia en anglais intitulé « Riverview, Missouri » (voir la liste des auteurs).